# Suchtfachstelle Zürich
Die Suchtfachstelle Zürich (vormals Zürcher Fachstelle für Alkoholprobleme) bietet im Auftrag der Stadt Zürich Information, Beratung, Therapie und suchtmedizinische Behandlung für Menschen aller Altersgruppen an. Zudem umfasst dieser Coaching und Fortbildung für Führungskräfte und Fachpersonen verschiedener Bereiche.
Alle Mitarbeitenden unterstehen der Schweigepflicht, gewährleisten den Datenschutz und arbeiten politisch sowie konfessionell neutral.

## Zielsetzungen und Selbstverständnis
Vorrangiges Ziel der Suchtfachstelle Zürich ist es, den problematischen Konsum von Alkohol, Medikamenten und weiteren psychoaktiven Substanzen zu vermindern sowie bei Verhaltenssüchten zu unterstützen. Die Suchtfachstelle Zürich bietet hierzu qualifizierte Dienstleistungen an, die sich an Betroffene und ihre Angehörigen aller Altersgruppen richten (Beratung und Psychotherapie) sowie an Fachpersonen und Führungskräfte, die in ihrem Arbeitsalltag mit einer Alkohol- oder Suchtproblematik konfrontiert sind (Sekundärprävention).
Die individuellen Angebote richten sich an Personen, die in der Stadt Zürich, Affoltern und Kappel a. A. sowie in Rifferswil wohnen oder für städtische Betriebe arbeiten. Gruppenangebote können von Personen aus dem ganzen Kanton Zürich besucht werden.
Die Suchtfachstelle Zürich bietet einen niederschwelligen Zugang zu ihren ambulanten Dienstleistungen an. Um betroffene Personen aus den angesprochenen Zielgruppen zu erreichen, arbeitet sie mit sogenannten Multiplikatoren – Führungskräfte, Personalverantwortliche und Fachpersonen aus den Bereichen Soziales, Bildung und Gesundheit zusammen.

## Organisation
Bei der Gründung legten die Initianten der Zürcher Fachstelle für Alkoholprobleme (ab 1. Oktober 2019 Suchtfachstelle Zürich), zu denen führende Persönlichkeiten aus der städtischen und kantonalzürcherischen Abstinenzbewegung zählten, das Organisationsmodell fest, das in seinen Grundzügen bis heute bestehen blieb. Ihr Anliegen war, die konfessionelle und politische Neutralität der Beratungsarbeit dauerhaft zu gewährleisten.
Die Suchtfachstelle Zürich wird von einem privaten Verein gleichen Namens im Sinne von Art. 60ff. ZGB mit Sitz in Zürich getragen.

## Geschichte
Im Februar 1912 nahm die „Zürcherische Fürsorgestelle für Alkoholkranke“ ihre Arbeit auf. Es war die erste vollamtliche Beratungsstelle der Alkoholkrankenhilfe in der Schweiz. Zu ihren anfänglichen Aufgaben gehörten nebst der Beratung von Alkoholkranken und ihren Angehörigen die Vermittlung geeigneter Abstinenzvereine und Trinkerheilstätten für einen ambulanten bzw. stationären Entzug, die Einleitung vormundschaftlicher Massnahmen und nicht selten die Übernahme eines vormundschaftlichen Mandats selbst. Der ursprüngliche Einmannbetrieb wurde in den ersten zwei Jahrzehnten kontinuierlich ausgebaut. Mit insgesamt zehn Angestellten galt die ZFA 1934, im Jahr der zweiten Zürcher Eingemeindung, europaweit als grösste Fürsorgestelle für Alkoholkranke. Seit 1984 hat die Suchtfachstelle Zürich ihr Domizil an der Josefstrasse 91 beim Limmatplatz. Mit über 100-jähriger Erfahrung im Bereich Alkoholmissbrauch nimmt sich die Zürcher Fachstelle für Alkoholprobleme der aktuellen gesellschaftlichen Entwicklungen an und erweitert ihr Dienstleistungsangebot. Unter dem neuen Namen Suchtfachstelle Zürich (ab 1. Oktober 2019) informiert, berät und behandelt das Expertenteam Erwachsene und Jugendliche, ihr Umfeld sowie Fachpersonen nicht nur in Fragen rund um Alkohol und Medikamente, sondern künftig auch um illegale Suchtmittel und problematische Verhaltensweisen.
Nicht nur das Erscheinungsbild des Alkoholismus und damit die Klientel der ZFA hat sich seit der Gründung gewandelt, auch die einstige Fürsorgearbeit hat sich tiefgreifend verändert, professionalisiert und spezialisiert. Die Behandlungsmöglichkeiten haben sich vervielfältigt und individualisiert: Seit den 1940er Jahren stehen unterstützende Medikamente zur Verfügung, die Dauer des stationären Entzugs hat sich massiv verkürzt, umso wichtiger ist die ambulante Nachbetreuung geworden. In gewissen Fällen kann die Entgiftungsphase im Rahmen eines ambulanten Entzugsprogramms stattfinden, „Kontrolliertes Trinken“ kann unter bestimmten Voraussetzungen als legitimes Therapieziel vereinbart werden (als Alternative zur Totalabstinenz).
Weil von einer Suchtproblematik meistens Familie und Arbeitsplatz mitbetroffen sind, legt die Suchtfachstelle Zürich Wert darauf, Partner, Kinder sowie die ganze Familie und wo sinnvoll auch Bezugspersonen am Arbeitsplatz miteinzubeziehen. Um den individuellen Bedürfnissen von Ratsuchenden bestmöglich Rechnung zu tragen, verfügt die Suchtfachstelle Zürich über ein interdisziplinäres Team von Fachpersonen, das ein vielseitiges Repertoire an erprobten methodischen und therapeutischen Ansätzen versammelt. Seit 2009 bietet die Suchtfachstelle Zürich unter ihrem Dach Klienten mit Mehrfachabhängigkeiten und/oder psychischen Begleiterkrankungen eine suchtmedizinische Sprechstunde.
Seit ihrer Gründung hat sich der Verein im Bereich der Prävention engagiert. 1929 gelang die Schaffung einer eigenen Präventionsabteilung und damit deren institutionelle Verankerung. Aufklärung über die Gefahren des Alkoholkonsums und die Propagierung eines alkoholfreien Lebensstils standen damals im Vordergrund. Mit der Ausbreitung der illegalen Drogen hat sich die Präventionsarbeit seit den 1970er Jahren markant verändert. Heute ist die Suchtfachstelle Zürich im Bereich der Früherkennung (Sekundärprävention) aktiv. Sie richtet sich an Schlüsselpersonen in der Arbeitswelt (Führungs- und Personalverantwortliche), um sie für die Problematik „Alkohol am Arbeitsplatz“ zu sensibilisieren, Lösungswege aufzuzeigen und im konkreten Fall Unterstützung anzubieten.
Die Gesamtleitung der Fachstelle liegt heute in der Verantwortung einer vom Vorstand gewählten Geschäftsführung. Besondere Anstrengungen wurden in den letzten Jahren hinsichtlich Qualitätsentwicklung unternommen. 2008 erhielt die Suchtfachstelle Zürich (damals Zürcher fachstelle für Alkoholprobleme) als eine der ersten ambulanten Fachstellen in der Schweiz das Zertifikat des vom Bundesamt für Gesundheit entwickelten Qualitätsmanagementsystems QuaTheDA (abgekürzt für: Qualität, Therapie, Drogen, Alkohol). Zweck dieses Instruments ist es, ein einheitliches und verbindliches Qualitätsverständnis im gesamten ambulanten und stationären Suchthilfebereich zu erzielen.

## Finanzierung
Stadt und Kanton Zürich unterstützen mit beträchtlichen Zuwendungen die Arbeit der Suchtfachstelle Zürich. Das Sozialdepartement der Stadt Zürich entrichtet Beiträge aufgrund eines mehrjährigen leistungsabhängigen Kontrakts; namhafte Mittel stammen aus dem Alkoholzehntel, der vom Kantonalen Sozialamt verwaltet wird. Weitere staatliche Gelder fliessen projektbezogen.
Zusätzliche Finanzmittel kommen der Suchtfachstelle Zürich aus Beiträgen von Vereinsmitgliedern, Spenden von Einzelpersonen, Institutionen und Stiftungen, Legaten, privaten Projektbeiträgen etc. zu. Die Klienten der Suchtfachstelle Zürich tragen einen Teil der Beratungs- und Behandlungskosten mit (die Erstberatung ist unentgeltlich; ärztliche Leistungen im Rahmen der suchtmedizinischen Sprechstunde können über die Krankenkasse abgerechnet werden). Dienstleistungen im Bereich Prävention/Früherkennung werden den Kunden gemäss Aufwand in Rechnung gestellt.
Seit 1941 ist der Verein von der ZEWO als gemeinnützige Organisation anerkannt und zertifiziert. Die Rechnungslegung erfolgt nach Swiss GAAP FER 21, die detaillierte Jahresrechnung wird jährlich im Geschäftsbericht der Suchtfachstelle Zürich veröffentlicht.

## Angebote und Dienstleistungen (Stand 2022)
Der Verein bietet direkt und indirekt Betroffenen Unterstützung in den Bereichen Beratung/Psychotherapie, Suchtmedizin und Sekundärprävention – Früherkennung und Frühintervention an.

### Psychosoziale Beratung und Psychotherapie für Betroffene und Angehörige aller Altersgruppen
Information und Beratung erfolgen im Einzel- oder Gruppensetting. Inhalte und Ziele werden gemeinsam mit den Klienten vereinbart. Im Speziellen bietet die Suchtfachstelle Zürich die Wigwam-Gruppe für Kinder an „ein altersgerechtes Unterstützungsangebot für Kinder aus suchtbelasteten Familien“.

### Suchtmedizinische Leistungen für Betroffene
Seit 2009 unterhält der Verein eine suchtmedizinische Sprechstunde in den eigenen Räumen. Dank der Kooperation mit der Psychiatrischen Poliklinik der Stadt Zürich stehen den Klienten der Suchtfachstelle Zürich auch ärztliche Leistungen offen.

### Fortbildung und Coaching (Sekundärprävention)
Führungskräfte und Personalverantwortliche sind mit Suchtproblemen und Verhaltensabhängigkeiten am Arbeitsplatz konfrontiert. Sie haben als sogenannte Schlüsselpersonen gute Chancen, problematische Entwicklungen frühzeitig zu erkennen, angemessen zu intervenieren und damit zu einer Verbesserung der Situation beizutragen. Der Verein bietet daher auch Sekundärpräventive Maßnahmen wie Schulung von Mitarbeitenden und Fortbildungen an.